# Chiesa dei Santi Vito e Modesto (Mombaroccio)
La chiesa dei Santi Vito e Modesto è la parrocchiale di Mombaroccio, in provincia di Pesaro e Urbino ed arcidiocesi di Pesaro; fa parte della vicaria IV - San Michele Arcangelo.

## Storia
Già nell'XI secolo sorgeva nei pressi di Mombaroccio una pieve dedicata a San Vito, che è menzionata anche nelle Rationes decimarum; nel 1390 la parrocchialità fu trasferita nella chiesa in paese, intitolata a San Marco e costruita nel XIII secolo.
Nella notte del 30 dicembre 1801 la torre campanaria crollò sulla chiesa, danneggiandola irreparabilmente; la prima pietra della nuova parrocchiale fu posta il 7 ottobre 1804 e nel 1807 l'edificio venne aperto al culto.
La chiesa fu interessata da un intervento di restauro nel 2008; in quest'occasione si provvide, inoltre, a realizzare il nuovo altare rivolto verso l'assemblea.

## Descrizione

### Esterno
La facciata a capanna della chiesa, rivolta a sudest, è suddivisa da una cornice marcapiano aggettante in due registri, entrambi scanditi da lesene tuscaniche; quello inferiore è caratterizzato dal portale maggiore lunettato, a cui s'accede tramite una scalinata, e da due nicchie, mentre quello superiore presenta una finestra centrale e da due ulteriori nicchie ai lati ed è coronato timpano di forma triangolare, la cui cornice inferiore è spezzata centralmente.

### Interno
L'interno dell'edificio si compone di un'unica navata, sulla quale si affacciano le cappelle laterali e le cui pareti sono scandite da semicolonne binate d'ordine corinzio sorreggenti il cornicione dentellato sopra il quale si imposta la volta a botte; al termine dell'aula si sviluppa il presbiterio, rialzato di alcuni gradini, ospitante l'altare maggiore e a sua volta chiuso dall'abside semicircolare.
Le opere di maggior pregio qui conservate sono l'organo, costruito nel XVIII secolo, la tela raffigurante la Madonna del Rosario, eseguita probabilmente da Avanzino Nucci e la pala dell'altare maggiore, ritraente Cristo in gloria tra santi e cherubini.